# دمیترو توتچیف
دمیترو توتچیف (اوکراینی: Дмитро Миколайович Топчієв؛ زادهٔ ۲۵ سپتامبر ۱۹۶۶) بازیکن فوتبال اهل اوکراین است.
از باشگاه‌هایی که در آن بازی کرده‌است می‌توان به باشگاه فوتبال تورپیدو زاپروژیا، باشگاه فوتبال متالورگ زاپروژیا، باشگاه فوتبال اورال یکاترینبورگ، باشگاه فوتبال آق‌تپه، باشگاه فوتبال دنیپرو، باشگاه فوتبال آرسنال کی‌یف، باشگاه فوتبال تیومن، باشگاه فوتبال بالتیکا کالینینگراد، باشگاه فوتبال دینامو کی‌یف، باشگاه فوتبال اسپارتاک نعلچیک، و باشگاه فوتبال کارپاتی لویو اشاره کرد.
وی همچنین در تیم ملی فوتبال اوکراین بازی کرده‌است.